# Christian Joachim
Hans Christian Joachim (født 30. oktober 1870 i København, død 24. november 1943 på Frederiksberg) var en dansk maler og keramiker. Skiftede navn 16. september 1911 fra Petersen. Joachim arbejdede hos P. Ipsens Enke i 1890erne; tilknyttet fajancefabrikken Aluminia fra 1901; kunstnerisk leder der fra 1911; tillige kunstnerisk direktør for Den kongelige Porcelainsfabrik 1922-33.
Christian Joachim mistede sin højre arm som 6-årig, men trænede den venstre arm op, så han trods dette handicap kunne uddanne sig til maler. Han malede portrætter og enkelte dekorative, symbolske malerier og lavede tegninger til bl.a. tidsskriftet Taarnet. Sammen med Georg Jensen begyndte han i 1897 at eksperimentere med keramik. De indrettede et primitivt værksted med en ovn, og mens Georg Jensen stod for formgivningen, tog Joachim sig af brændingerne. De fremstillede små krukker, undertiden i stil med græske terrakottaer, f.eks. krukke med kvindefigur som hank. Deres resultater vakte opmærksomhed på Verdensudstillingen i Paris 1900, men samarbejdet ophørte, da Joachim det følgende år blev knyttet til fajancefabrikken Aluminia. Senere fortsatte Joachim dog virksomheden alene og eksperimenterede da navnlig med stentøj. Fra 1902 skabte han og Harald Slott-Møller frem til 1906, hvor Slott-Møller forlod fabrikken, den såkaldte kunstfajance. Det var dog Joachim, som kom til at præge Aluminias fajancer kunstnerisk. Bortset fra figurerne og en del store julerelieffer blev næsten alle genstande i perioden fra 1906 til ca. 1930 formgivet af ham. Han var med til at designe og udvikle en del af de hånddekorerede fajancer og kunstgenstande i skønvirkestil bl.a. det meget populære Tranquebar stel, Blå Fasan og Gylden Sommer For Den kongelige Porcelainsfabrik tegnede han nogle bordstel. Efter at have trukket sig tilbage fra Porcelainsfabrikken i 1933 helligede Joachim sig i sine sidste år atter malerkunsten.

## Hæder
- 1893-94, Hielmstierne-Rosencrone;
- 1895, Raben-Levetzau;
- 1910, Hirschsprung;
- 1925, Grand prix i Paris;
- Honorary Member of Royal Designers for Industry.

## Ekstern henvisning og kilde
- Christian Joachim på Kunstindeks Danmark/Weilbachs Kunstnerleksikon